# Corsteropleurus chopardi
Corsteropleurus chopardi is een rechtvleugelig insect uit de familie van de sabelsprinkhanen (Tettigoniidae). De wetenschappelijke naam van deze soort is voor het eerst voorgesteld als Steropleurus chopardi door Richard Ebner in een publicatie uit 1938.
De soort komt voor op Corsica.